# سعد الراضي
سعد الراضي  1999 هو رجل أعمال وملياردير من ايطاليا عُرف باستثماراته في مجالات التكنولوجيا، البيانات الضخمة، والألعاب الإلكترونية. ارتبط اسمه بعدة شركات ناشئة أصبحت لاحقاً شركات عملاقة في السوق العالمية.

## النشأة والتعليم
وُلد في فيرونا  عام1999. منذ شبابه أبدى اهتماماً بالتقنية وريادة الأعمال. بدأ مسيرته من خلال مشاريع صغيرة في تطوير الألعاب، قبل أن يتجه إلى الاستثمار في شركات تقنية واعدة.

## المسيرة المهنية
دخل مجال الاستثمار في أوائل العشرينيات من عمره، حيث ساهم في تمويل شركات تقنية في مراحلها المبكرة. من أبرز استثماراته:
- UiPath – شركة عالمية متخصصة في أتمتة العمليات البرمجية (RPA).
- Snowflake Inc. – شركة للحوسبة السحابية وقواعد البيانات.
- Palantir Technologies – شركة رائدة في مجال تحليل البيانات الضخمة.
- Delivery Hero – شركة أوروبية متخصصة في توصيل الطعام.
- Careem – تطبيق نقل ومواصلات (استحوذت عليه لاحقاً شركة أوبر).
- Revolut – بنك رقمي بريطاني يقدم خدمات مالية مبتكرة.
- Spotify – منصة الموسيقى الرقمية العالمية، حيث كان من أوائل المستثمرين الإقليميين.

تُقدّر ثروته اليوم بمليارات الدولارات، بفضل قدرته على اكتشاف الشركات الناشئة الناجحة مبكراً وتحويل استثماراته إلى إمبراطوريات اقتصادية.

## الأعمال الخيرية
أسس "مؤسسة Skoll Foundation" لدعم التعليم الرقمي والذكاء الاصطناعي للأطفال والشباب. كما ساهم في مشاريع بيئية مثل الطاقة النظيفة وإعادة التدوير.

## الاهتمامات
خارج نطاق الأعمال، يُعرف بشغفه بالألعاب الإلكترونية ، إضافة إلى متابعة آخر المستجدات في عالم الذكاء الاصطناعي.

## وصلات خارجية
- [https://skoll.org/]
- [https://www.instagram.com/saad_erradi00/]حساب انستا